# PC (calciatore)
Victor Pagliari Giro, meglio noto come PC (San Paolo, 10 marzo 1994), è un ex calciatore brasiliano, di ruolo difensore.

## Caratteristiche tecniche
È un terzino sinistro.

## Carriera
Cresciuto nel settore giovanile del Corinthians, deve il suo soprannome alla somiglianza con un suo compagno di giovanili chiamato Pablo Cesar.
Ha trascorso la stagione 2013-2014 in prestito al Belenenses con cui ha debuttato fra i professionisti grazie alla presenza nel match di Taça da Liga pareggiato 0-0 contro il Santa Clara.
Dal 2015 ha giocato per squadre degli Stati Uniti e del Canada.

## Statistiche
Statistiche aggiornate al 5 agosto 2019.

### Presenze e reti nei club
| Stagione                        | Squadra                         | Campionato                      | Campionato | Campionato | Coppe nazionali | Coppe nazionali | Coppe nazionali | Coppe continentali | Coppe continentali | Coppe continentali | Altre coppe | Altre coppe | Altre coppe | Totale | Totale | Totale |
| Stagione                        | Squadra                         | Comp                            | Pres       | Reti       | Comp            | Pres            | Reti            | Comp               | Pres               | Reti               | Comp        | Pres        | Reti        | Pres   | Reti   |        |
| ------------------------------- | ------------------------------- | ------------------------------- | ---------- | ---------- | --------------- | --------------- | --------------- | ------------------ | ------------------ | ------------------ | ----------- | ----------- | ----------- | ------ | ------ | ------ |
| 2013-2014                       | Belenenses                      | PL                              | 0          | 0          | CP+CdL          | 0+2             | 0               |                    | -                  | -                  |             | -           | -           | 2      | 0      |        |
| 2015                            | Ft. Lauderdale Strikers         | NASL                            | 27         | 6          | USCup           | 1               | 0               |                    | -                  | -                  |             | -           | -           | 28     | 6      |        |
| 2016                            | Ft. Lauderdale Strikers         | NASL                            | 13         | 1          | USCup           | 4               | 1               |                    | -                  | -                  |             | -           | -           | 17     | 2      |        |
| Totale Fort Lauderdale Strikers | Totale Fort Lauderdale Strikers | Totale Fort Lauderdale Strikers | 40         | 7          |                 | 5               | 1               |                    | -                  | -                  |             | -           | -           | 45     | 8      |        |
| 2016                            | T.B. Rowdies                    | NASL                            | 14         | 1          | USCup           | 0               | 0               |                    | -                  | -                  |             | -           | -           | 14     | 1      |        |
| 2017                            | Orlando City                    | MLS                             | 8          | 0          | USCup           | 1               | 0               |                    | -                  | -                  |             | -           | -           | 9      | 1      |        |
| 2018                            | Orlando City                    | MLS                             | 8          | 0          | USCup           | 1               | 1               |                    | -                  | -                  |             | -           | -           | 9      | 0      |        |
| Totale Orlando City             | Totale Orlando City             | Totale Orlando City             | 16         | 0          |                 | 2               | 1               |                    | -                  | -                  |             | -           | -           | 18     | 1      |        |
| 2019                            | Vancouver Whitecaps             | MLS                             | 17         | 0          | CC              | 1               | 0               |                    | -                  | -                  |             | -           | -           | 18     | 0      |        |
| Totale carriera                 | Totale carriera                 | Totale carriera                 | 87         | 8          |                 | 10              | 2               |                    | -                  | -                  |             | -           | -           | 97     | 10     |        |